# Dynamo Duck
 (juin 2018).
The Adventures of Dynamo Duck est une série télévisée américaine pour enfants qui reprend le personnage de Saturnin le canard. Son format de deux minutes remplissait du temps entre les dessins animés du samedi matin sur le réseau Fox.